# Zecchino d'Oro 1995
Il trentottesimo Zecchino d'Oro si è svolto a Bologna dal 23 al 26 novembre 1995.
È stato presentato da Cino Tortorella con Elisabetta Ferracini e Mauro Serio. La sigla era Lo Zecchino d'Oro (M. Panzeri, G. Principe).
È l'ultima edizione nella quale Mariele Ventre ha diretto il Piccolo Coro dell'Antoniano. Mariele è venuta a mancare venti giorni dopo la conclusione di questa edizione, il 16 dicembre, a causa di un tumore al seno.
Il Fiore della solidarietà del 1995 è dedicato alla costruzione dell'ospedale pediatrico "Mariele Ventre" in Congo.
In questa edizione lo Zecchino d'Oro ha vinto il premio televisivo "Chiara d'Assisi".
L'anteprima è andata in onda il 19 novembre ed è stata condotta da Mara Venier e la sua squadra di Domenica in..., in diretta da Roma con lo speciale Domenica in Anteprima Zecchino D'Oro, e in diretta dall'Antoniano Cino Tortorella, Elisabetta Ferracini e Mauro Serio.

## Brani in gara
- All'arrembaggio del formaggio (Fábula de queso) ( Costa Rica) (Testo: Juan Pastor Somarriba Mejía, Testo italiano: Cheope/Musica: Juan Pastor Somarriba Mejía) - Pedro David González Roesch (8 anni)
- Amico cow boy (Testo: Vittorio Sessa Vitali/Musica: Renato Pareti) - Valerio Dieni (5 anni)
- Amico nemico (Testo: Alberto Testa, Fabio Testa/Musica: Alberto Testa, Fabio Testa) - Roberta Pagnetti  (10 anni)
- Battimani (Testo: Sergio Menegale/Musica: Sergio Menegale) - Antonella Arghittu (6 anni) e Daniela Cara (4 anni)
- Che belli gli uccellini (O berço dos passarinhos) ( Portogallo) (Testo: Augusto Maria Dos Santos Marques De Mendonça, Testo italiano: Sandro Tuminelli/Musica: Augusto Maria Dos Santos Marques De Mendonça) - Susana Jóia Jordão (5 anni)
- Ho sognato una canzone (Testo: Tony Martucci, Giuliano Taddei/Musica: Luigi Bogani, Tony Dallara) - Alessandra Aprea (5 anni) e Luca Balloi (8 anni)
- Il batterista (Testo: Rossella Conz, Maria Cristina Misciano/Musica: Pino Massara) - Alessandro Commisso (7 anni)
- Il sogno più bello (Testo: Mauro De Cillis/Musica: Augusto Martelli) - Flora Crispo (5 anni) e Maria Cristina Vitiello (8 anni)
- Il sole verrà (Мы на лодочке катались / My na lodočke katalis') (Testo: Sandro Tuminelli/Musica: Augusto Martelli) ( Russia) - Evgenija Otradnych (Евгения Отрадных) (9 anni)
- La giraffa Genoveffa (Giraffen Laffen) ( Norvegia) (Testo: Leiv Ramfjord, Testo italiano: Giorgio Calabrese/Musica: Kai Lennert Johansen) - Preben Nylokken (8 anni)
- Ma chi l'ha detto... (Testo: Emilio Di Stefano/Musica: Franco Fasano) - Giusy Crupi (9 anni) e Paolo Pepe (7 anni)
- Ok boy! (C'ètait en 2925!) ( Francia) (Testo: Billy Nencioli, Testo italiano: Vito Pallavicini/Musica: Billy Nencioli) - Elodie Fiat (9 anni)
- Samurai (Da Da Da) ( Giappone) (Testo: Ryōhei Hirose, Testo italiano: Fernando Rossi/Musica: Ryōhei Hirose) - Koichi Soga (曽我 光一) (6 anni)
- Tanzanía-e (Tanzania nchi yangu naipenda) ( Tanzania) (Testo: Alberto Testa/Musica: Paolo Zavallone) - Martina Chambiri (6 anni)

## Curiosità
- Evgenija Otradnych è stata l'ultima interprete in tutto lo Zecchino ad essere diretta da Mariele Ventre.